# جوزف کوپسکی
جوزف کوپسکی (انگلیسی: Joseph Kopsky; ۲ نوامبر ۱۸۸۲ – ۳۰ ژانویهٔ ۱۹۷۴) دوچرخه‌سوار اهل ایالات متحده آمریکا بود. وی در بازی‌های المپیک تابستانی ۲۰۱۲ شرکت کرده است.